# Счастливы вместе (фильм, 2010)
«Счастливы вместе» (англ. «Happy thank you more please» — рус. дословно «Рад, спасибо, ещё, пожалуйста») — американская комедийная драма 2010 года, автором сценария, режиссёром и исполнителем главной роли которой является Джош Рэднор, о группе молодых жителей Нью-Йорка, которые познают, что такое любовь, дружба, благодарность. Это дебют Рэднора как сценариста и режиссёра.
Премьера состоялась 20 января 2010 года на 26-м кинофестивале «Сандэнс» в США, где он получил Гран-при в категории «Драматический фильм». 4 марта 2011 года фильм был показан в кинотеатрах Нью-Йорка и Лос-Анджелеса.

## Сюжет
В основе фильма лежит история нескольких пар, пытающихся найти свой путь в Нью-Йорке.
Сэм (Джош Рэднор), тридцатилетний писатель, который ищет вдохновения, веря, что он ещё сможет создать главный труд своей жизни. Личная жизнь у него складывается неудачно. Однажды в метро Сэм сталкивается с бездомным чернокожим мальчиком Рашином (Майкл Альери), и вынужден отвести его домой. Рашин не отпускает от себя Сэма ни на шаг. Сэм вынужден таскаться вместе с ним, взять к себе, что заставляет его по-другому взглянуть на свою жизнь. Подобное он воспринимает как подготовительный период к отцовству, но не знает, как это оказывается непросто.
Сэм влюблен в молодую девушку по имени Миссисипи (Кейт Мара), которая работает официанткой, но мечтает о карьере певицы. Она соглашается переехать к Сэму на несколько дней, чтобы посмотреть, что из этого получится. Но присутствие Рашина ставит всех в неловкость, создавая дополнительные трудности.
Лучший друг Сэма Энни (Малин Акерман) является пациентом клиники, где лечат облысение, она страдает непонятной болезнью, от которой выпадают волосы. Она красивая, но из-за изменившегося уровня самооценки прыгает от одних отношений к другим, в то время, как некоторые из её приятелей относятся к ней отнюдь не хорошо. Она открывает для себя такую простую вещь, как благодарность и учится относиться к окружающим доброжелательно.
Мэри Кэтрин (Зои Казан) и её бойфренд Чарли (Пабло Шрайбер), молодая пара, балансирующая на грани, сталкиваются с перспективой карьерного роста Чарли и следовательно, переезда из Нью-Йорка в Лос-Анджелес. Мэри категорически против. Она обнаруживает, что беременна, что ещё больше усугубляет принятие решения.

## В ролях
- Джош Рэднор — Сэм Уэкслер
- Кейт Мара — Миссисипи
- Зои Казан — Мэри Кэтрин
- Малин Акерман — Энни
- Ричард Дженкинс — Пол
- Майкл Альери — Рашин
- Пабло Шрайбер — Чарли
- Фэй Вульф — Бет
- Мария Елена Рамирес — Джилл
- Брэм Бару — Спенсер
- Марна Кон — Мелисса
- Тони Хейл — Сэм № 2

Джош Рэднор написал сценарий во время работы над первым и вторым сезонами комедии компании «CBS» «Как я встретил вашу маму». Он репетировал с актёрами, дорабатывал диалоги, и искал финансирование проекта на протяжении двух лет. Получив его в апреле 2009 года, в июле он начал съёмки в Нью-Йорке, после шести недель подготовки производства. В итоге, картина была отобрана на кинофестиваль «Санденс», где была показана в 2010 году

## Критика и отзывы
Фильм получил в основном смешанные отзывы. На сайте «Rotten Tomatoes» 41 % голосов на основе 51 отзыва со средним рейтингом 5.1 из 10

## Саундтрек
9 композиций актрисы и композитора Jaymay были одобрены Майклом Брейком, музыкальным редактором сериала «Как я встретил вашу маму». Композиции, звучащие в фильме:
- Shout Out Louds — «My Friend and The Ink on His Fingers»;
- Friends of the Jitney (with Katrina Lenk, Nyles Lannon and Chris Phillips) — «Phosphorescent Green»;
- The Brendan Hines — «Miss New York»;
- Cloud Cult — P"lease Remain Calm";
- The Generationals — «When They Fight, They Fight»;
- Jaymay — «40 Hours Ago»;
- Jaymay — «One May Die So Lonely»;
- Jaymay — «Never Be Daunted»;
- Jaymay — «Lullaby»;
- Jaymay — «Have to Tell You»;
- Jaymay — «Rock, Scissors, Paper»;
- Jaymay — «All Souls»;
- Blunt Mechanic — «Thrown Out at Third»;
- Jaymay — «1 & !»;
- The Go — «You Go Bangin' On»;
- Cloud Cult — «Chemicals Collide»;
- Blind Pilot — «The Story I Heard»;
- The War on Drugs — «Arms like Boulders»;
- VA — «Sing Happy»;
- Bear Lake — «Smile»;
- Dr. Dog — «The World may Never Know»;
- Throw Me The Statue — «Waving at the Shore»;
- Jaymay — «Long Walk To Never».

## Награды и премии
- «Кинофестиваль „Санденс“», (2010 год) — номинация в категории «Гран-при» за «Драматический фильм»
- «Кинофестиваль „Санденс“», (2010 год) — победа в категории «Audience Award» за «Драматический фильм»

## Мировой релиз
Впервые фильм был показан на 26-м Международном кинофестивале «Санденс» с 21 по 31 января 2010 года в Парк-Сити, штат Юта, США. Фильм был частично показан на Фестивале искусств в Нью-Йорке 7 апреля 2010 года. 4 марта 2011 года состоялся показ по всему Лос-Анджелесу и Нью-Йорку. В США фильм заработал $ 216,110. Кинокомпания «Anchor Bay Entertainment» выпустила DVD и Blu-Ray-диски 21 июня 2011 года. 8 апреля 2011 года картина вышла в Испании, где собрала чуть больше — $ 551,472.
Кинокомпания «Myriad Pictures» купила международные права на распространение фильма, компания «Hannover House» купила права на демонстрацию фильма в части Северной Америки, но позже они были перекуплены компанией «Anchor Bay Films»